# Lapp
Lapp är en äldre folklig exonym för same i Sverige och Finland med finn (finne) som analogt begrepp i Norge (som i Finnmark fylke). Båda har tidigare använts som det formella begreppet för folkgruppen i respektive land men har sedan mitten av 1900-talet ersatts av endonymen ”same”.
I grunden ett neuralt begrepp; i dag avråds det som känsligt efter historiskt nedsättande bruk, bland annat har det brukats illa inom rasbiologin och i lokala konflikter, men det förekommer än neutralt i folkmun, särskilt i södra Sverige. Det förekommer även i flera vardagliga sammansättningar, såsom lapphund och lappmarker.
Som exonym använder samer främst inte själva benämningen, varken på svenska eller i de samiska språken. Enligt rádio sápmi, i ett radioprogram från 2017, ska samerna i Tärnaby identifiera sig som ”lappar”. Deltagare i programmet var Peter Sköld, professor i samisk samhällsutveckling och kultur, som uttrycker att vissa som använder ordet lapp om sig själva troligen inte tycker det är kontroversiellt och att de finns de som inte vill bli fråntagna ett begrepp bara för att andra missbrukat det.

## Historia
Benämningen lapp är troligen av finskt ursprung. Under senare decennier har i stället ordet same kommit till allmän användning i det svenska språket. Den förändringen är i överensstämmelse med den i modernt språkbruk tillämpade principen att inte benämna folkgrupper med begrepp de inte vill använda själva. I modern svenska har termen lapp av vissa svenska författare kommit att uppfattas som pejorativ, medan andra svenska författare menar att ordet lapp i sig inte är nedsättande.
Medan den första samiska tidningen, som utgavs 1904-05 hette Lapparnas egen tidning, kom den andra tidningen, utgiven från 1918, att heta Hela samefolkets tidning (numera Samefolket). Båda tidningarna hade samma initiativtagare.
Det allmänna svenska språkbruket förändrades ganska sent, först i officiella sammanhang och så småningom i det allmänna talet. Den samiska författarinnan Sara Ranta-Rönnlund skrev till exempel under åren 1971-78 fyra böcker på svenska med minnen från sin uppväxt som fjällsame i Laevas sameby, i vilka hon konsekvent använder benämningen lapp för att detta fortfarande levde kvar i det svenska sättet att tala.
I rättsfallet Girjasmålet från 2017 fick svenska staten mycket kritik både för att de använde benämningen lapp och hur de använde benämningen, där det försökte särskilja på lapp och same genom att beteckna same som 'folkgruppen' och lapp som 'nomadiska renskötare'.

### Motsättningar
Medan vissa vedertaget uttrycker lapp som nedsättande, ibland kallat ”L-ordet”, finns andra som uttrycker att det inte är nedsättande.
Det första kända ifrågasättandet av benämningen lapp gjordes av Carl Jonas Love Almqvist. År 1865 återvände han från Amerika 1865 och hade då med sig det omfattande manuset till Om svenska rim, som bland annat innehåller ett avsnitt om det samiska språket. I berättelsen förs en diskussion om en samisk dikt mellan den som i berättelsen kallas ”statsrådet i svenska språket” och ”herr Hugo”. I diskussionen envisas herr Hugo med att använda benämningen lappar i stället för samer, vilket föranleder att det svenska statsrådet avbryter honom och utbrister:
| ” | Jag ber Herr Presidenten ursäkta mig! utropade Föredraganden hastigt: jag har icke ett enda ögonblick kallat dem Lappar; och jag håller för det orättvisaste, det orimligaste, det mest ohistoriska, att uppkalla ett folk annorlunda än med det namn som det ger sig sjelf; och framför allt måste man icke gifva det ett öknamn, ett ord, hvilket det ogillar och afskyr, såsom ”Lapp”, betydande ”utdrifven, förkastad, exilerad”. | „ |

### Hans Karlgren
Lingvisten Hans Karlgren (1933–1996) uttryckte 1994 i sin Svenska Dagbladet återkommande spalt Politiska ord att det nog var politiskt rätt att inte kalla samer för lappar, men ställde till detta frågan om ”det var rätt att det var fel att säga lappar?”
Begreppet lapp, skrev han, användes olika på olika håll i Sverige, inte minst i Stockholm, med följden att det inte kan jämföras med skällsord som ”finndjävel” eller ”norrbagge”, eftersom det brukas oavsett inställning, liksom när man säger ”dansk, amerikan, jude, neger eller Stockholmare” utan att antyda varken positiv eller negativ attityd. ”Det finns ju de som trivs med och de som har fördomar mot t.ex. danskar, men de kallar dem danskar ändå. De som ogillar lappar måste på gängse svenska bekväma sig till att åtminstone hänga på -djävel eller eljest förtydliga sig; det är jag säker på att de också med varierande påhittighet gör”.
Till följd anmärks att ”språken är inte givna en gång för alla, av krafter utanför oss själva”. Det finns folk som vill vara politiskt korrekta eller formella medan andra inte har intresse att uppdatera sitt vokabulär för att någon annan bestämt så, med jämförelsen ”Formosa och Ceylon, Burma och Kambodja och många andra byts i rask takt ut i takt med lokala maktskiften, ibland flera gånger i sträck” och att de flesta inte förmår sig att hänga med.
Att även skapa nya attityder genom att bara byta namn på precis samma sak uttrycker han även som ”utsiktslöst”, eftersom det låter som om man hade något att dölja eller skämmas för och bekräftar att det gamla namnet stod för någonting fult. ”I stället för att ta strid med fördomarna ... är det först när man inför den nya synonymen same i svenskan som ordet lapp i vissa kretsar blir till skällsord - och därmed retroaktivt gör lapparnas svenska vänner och beundrare genom tiderna till rasister, från Linné och framåt”. Han drar jämförelsen: ”Jag tror t.ex. inte vi Stockholmare skulle kunna bättra på vårt rykte ute i bygderna enbart genom att driva igenom att ingen fick kalla oss Stockholmare eller nollåttor.”
Hans slutcitat lyder:
| ” | Jag kommer därför att fortsätta att säga lappar och negrer och, när saken intresserar, beteckna mig själv som Stockholmare. Kan man då inte av pur artighet säga same när några nu är så angelägna? Det kan man väl. Personligen tror jag dock inte mycket på artighet, i några sammanhang. Det är en så billig gest, sedan man i århundraden utsugit, plundrat och kränkt ett folk och nu fortsätter med övergreppen genom att expropriera jakträttigheter och dela ut dem som goda gåvor blandtalrikare andra väljare. En mycket billig gest! Den för tanken till en våldtäktsman som ber kvinnan om ursäkt för att han olovandes råkat dua henne och sedan med fredat samvete belåtet fortsätter med våldtäkten. | „ |

## Sammansättningar
Ett antal sammansättningsord med lapp- i betydelsen samisk, same- eller i/från lappländskt landskap kvarstår i det allmänna språkbruket och det används även av forskare och språkvårdare om historiska begrepp för att undvika anakronismer (för att inte använda same- i sammanhang det historiskt sett aldrig var påtänkt.) Några exempel på sådana sammansättningar anges nedan.
- Landskapen Lappland i Sverige och Lappland i Finland
- Lapporten (Čuonavággi) ett bergspass i norra svenska Lappland

- Diverse begrepp såsom lapphö, lappsjuka, lappstad, fattiglapp